# Tore Abrahamsson

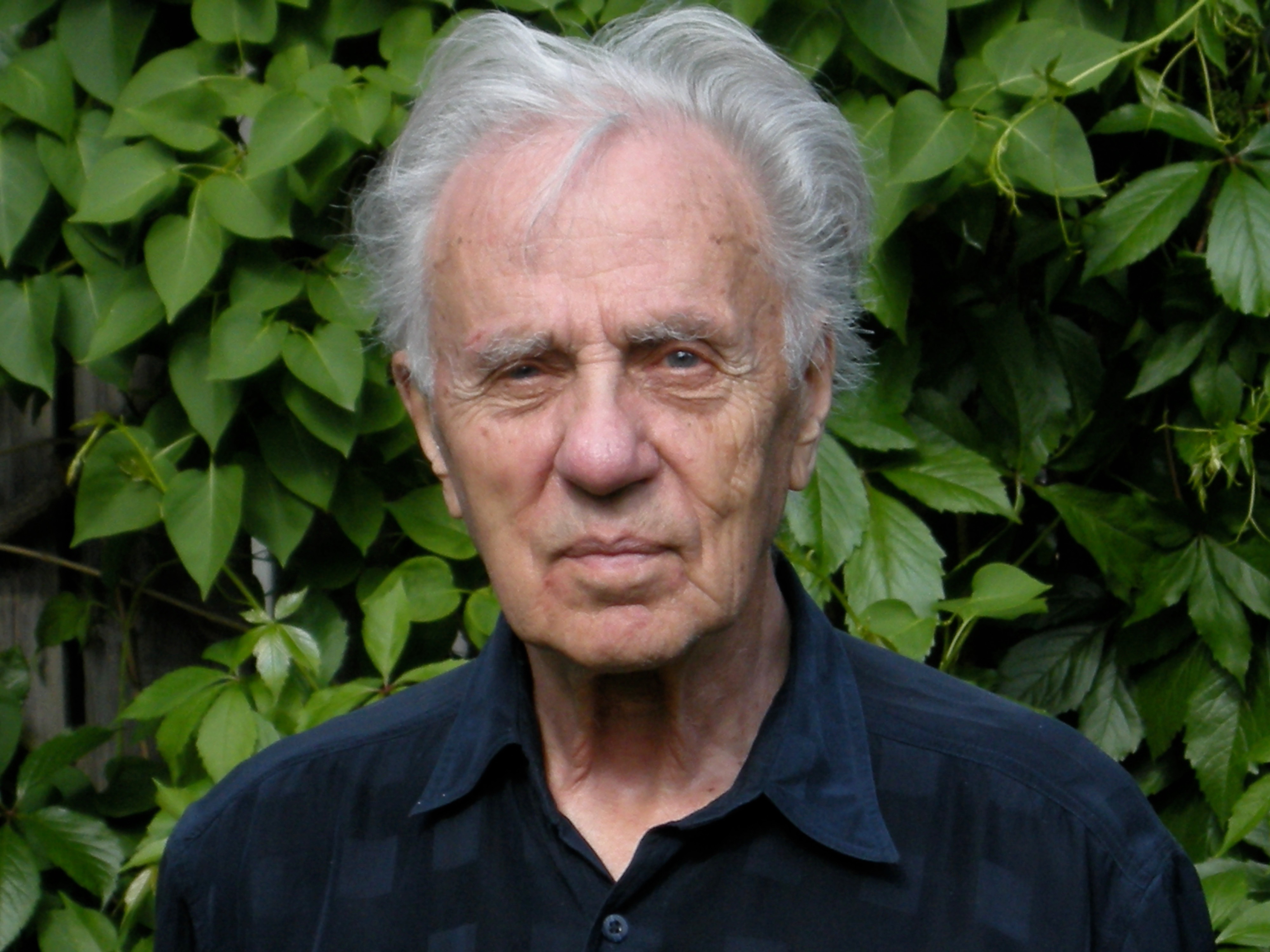
Tore Abrahamsson 2009.

Tore Abrahamsson, född 9 mars 1928 i Lajksjöberg utanför Dorotea, Västerbottens län,  död 15 oktober 2017 i Stockholm, var en svensk författare, fotograf och arkitekt.

## Biografi

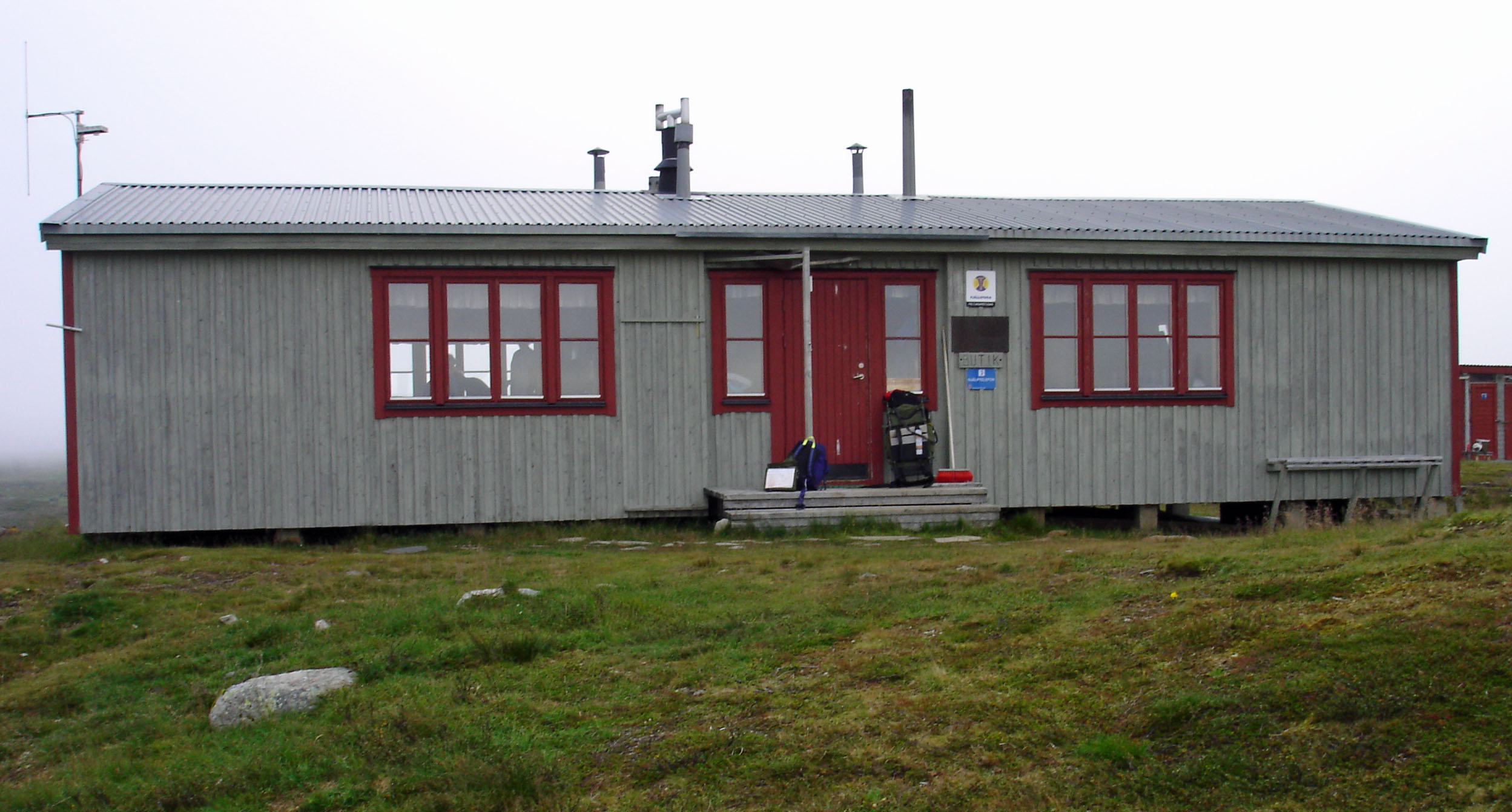
Fältjägaren fjällstuga i Härjedalsfjällen, ett exemplar av typstugan Fjällstuga 65.

Tore Abrahamsson växte upp i Lajksjöberg, Sorsele och Holmsund. Han tog studentexamen i Umeå 1948. Därefter studerade han vid Kungliga Tekniska Högskolan i Stockholm.och tog arkitektexamen 1955.
År 1968 debuterade han som författare med Kebnekaise, i vilken han skildrade den svenska fjällvärlden på ett personligt sätt. På uppdrag av Svenska Turistföreningen gav han år 1992 ut Okända fjäll med naturfoton från mer eller mindre outforskade områden.
Tore Abrahamsson var så kallad stringer vid fotobyrån Tiofoto. År 1975 begåvade Fotografiska museet i Stockholm honom med en separatutställning med drygt 100 fotografier, inklusive ett flertal panoramabilder med sex meters bredd.
Tillsammans med regissören Vilgot Sjöman gjorde Abrahamsson 1972 fem barnprogram för Sveriges Television. Ett av programmen skildrar bestigningen av Kilimanjaro tillsammans med familjen. Utöver barnprogrammen gjorde Abrahamsson och Sjöman en dokumentär om sjukdomen trakom.
Som arkitekt har Abrahamsson haft flera uppdrag för Svenska Turistföreningen, bland annat ombyggnader av fjällstationerna i Sylarna och Kebnekaise. Han ritade även typhuset Fjällstuga 65, som finns på omkring tjugo platser i den svenska fjällvärlden.
Svenska Akademien tilldelade år 2011 Tore Abrahamsson Karin Gierows pris (80 000 kr), som "utdelas för hängiven bildningsverksamhet eller kunskapsförmedlande framställningskonst". Han är gravsatt i minneslunden på Galärvarvskyrkogården i Stockholm.